# Інженер-лейтенант (транспорт)

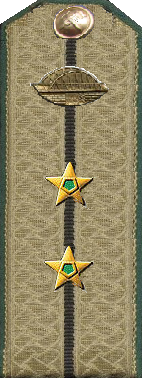
Погон інженер-лейтенанта шляхів та будівництва (1943-54)

Інженер-лейтенант  (лат. ingenium — «здібність», «винахідливість»; і фр. lieu tenant — заступник, від lieu — місце і tenant — «посідає») — персональне звання середнього начальницького складу в Народному комісаріаті шляхів сполучення в 1943–1954.
Інженер-лейтенант був вище за рангом ніж технік-лейтенант і нижче за інженер-капітана.

## Історія
Наказом № 711Ц від 13 вересня 1943 року для працівників залізничного транспорту (НКШС) ввелися персональні звання. Працівників було поділено на склади: рядовий, молодший, середній, старший та вищий начальницький склади. Звання інженер-лейтенанта відносилося до середнього начальницького складу. 
До звання додавалося уточнення згідно зі спеціальністю працівника: руху, тяги, шляхів та будівництва, зв'язку та адміністративної служби.
12 червня 1954 року було видано Указ Президії Верховної Ради СРСР «Про скасування персональних звань і відзнак для працівників цивільних міністерств і відомств». 

## Знаки розрізнення
Погони середнього начальницького складу зі срібного галуну, мали один чорний просвіт завширшки 4 мм. Ґудзики у верхній частині погона золочені з емблемою. Оксидовані емблеми на погонах згідно зі службою працівника. Звання позначалося на погонах п'ятипроменевими зірочками (від одної до трьох). Зірочки на погонах працівників залізничного транспорту, на відміну від військовиків, розташовувалися вздовж погону за віссю. Інженер-лейтенант мав на погонах по дві зірочки.

## Див також
Знаки розрізнення залізничників